# قاي فرانسوا
قاي فرانسوا (بالفرنسية: Guy François)‏ (18 سبتمبر 1947 بهايتي - ) هو لاعب كرة قدم هايتي في مركز الوسط، شارك في كأس العالم 1974. وشارك مع منتخب هايتي لكرة القدم. أما مع النوادي، فقد لعب مع نادي فيوليت.

## وصلات خارجية
- قاي فرانسوا على موقع الاتحاد الدولي (مؤرشف)  (الإنجليزية)
- قاي فرانسوا على موقع قاعدة بيانات كرة القدم.إي يو (الإنجليزية)
- قاي فرانسوا على موقع ناشيونال فوتبول تيمز (الإنجليزية)
- قاي فرانسوا على موقع Soccerway.com (الإنجليزية)
- قاي فرانسوا على موقع عالم كرة القدم.نت (الإنجليزية)